# Британско-американска война
Британско-американската война, наричана също Войната от 1812 г. (на английски: The War of 1812) е военен конфликт между Съединените американски щати и Великобритания през периода юни 1812—януари 1815 г. Една от причините за войната е поредица от търговски конфликти между двете страни, довели до ембарго и морска блокада. По-сериозно основание е практирата на британския флот да отвлича американски граждани и да ги причислява насилствено към британската армия (т.нар. реквизиция). Поради дългогодишна война в Европа, първите две години от конфликта Великобритания оказва малко съпротива на САЩ. През 1814 г., след британската победа над Наполеон в Европа, Великобритания насочва войските си към САЩ, където опожарява Вашингтон и принуждава САЩ да подпише мир. След войната, САЩ започва да създава мита за непобедимост на американската армия и да формират основите на американска нация, което става причина някои историци определят войната като Втора война за независимост на САЩ. Като резултат от войната се появяват два дълголетни символа на Съединените щати: Чичо Сам и Обсипаното със звезди знаме.

## Причини за войната

### Териториален конфликт
САЩ проявяват все по-голям интерес за разширяване на територията на страната на запад и север, като се предлага да присъединят част от Канада. Причина за част от тези интереси се отнася до изселването на индианските племена от териториите им. На северозапад, в територията Индиана (тогава все още отделена от Съединените щати) през 1801 г. генерал-майор Уилям Хенри Харисън назначен за губернатор, изселва местните племена на запад от р. Мисисипи, приобщава към картата на САЩ части от днешните щати Мичиган, Индиана и Илиноис. По сходен начин на юг колонизатори завземат части от Джорджия, Мисисипи и Тенеси, прoгoнват индианските племена. Заради недоверието към колониалните интереси на европейските сили, САЩ закупува територията Луизиана от Наполеон през 1803 г. 
Като реакция на масовите преселения, индианските племена оттатък р. Мисисипи започват процес на политическо обединение около фигурата и личността на двама братя Тенскуатауа (наричан Пророкът) и Текумзе от племето шоуни. Предложените от тях Индианска конфедерация (съюз от племената сенека, виандот, сауки и фокс, уинебаго, потауатоми, кикапу, оджибуей, отава, ленапе, маями) би била самостоятелна държава на запад от Съединените щати с граница р. Охайо. Когато Текумзе обикаля на юг за да събира съюзници, Уилям Хенри Харисън опожарява базата на двамата братя в град Профитстаун и разпръсква съюзените племена. Като отмъщение в пролетта на 1812 г. Текумзе повежда набези по западната граница, в делтата на р. Охайо, като правителството на Канада осигурява провизии и боеприпаси.
Набезите на индианци от Флорида (тогава още колония на Испания) върху заселниците по границата, както и бягството на южни роби безпокои заселниците. Тъй като Великобритания и Испания са съюзници срещу Наполеон се появява убеждението, че се извършва съвместна атака на двете вражески държави върху САЩ чрез индианските племена. През 1810 г. южни заселници окупират испанския военен форт при Батън Руж и настояват цялата територия на Западна Флорида да бъде анексирана от Съединените щати, на което президентът Джеймс Мадисън склонява.

### Търговски конфликт
В началото на 19 век САЩ стават участник в международните политически и икономически дела и конкурент на Великите европейски сили. През същия период Великобритания се намира в състояние на война с Франция. Първоначално САЩ приемат неутралитет към конфликта с надеждата, че войната ще изчерпи стопански двете държави и от това САЩ ще спечелят международни пазари.[източник? (Поискан преди 19 дни)] САЩ започват да доставят материали и храни на Франция, на което Великобритания отговаря с високи мита върху американските стоки и с директни атаки върху търговския американски флот, като арестува екипажи и завзема кораби. Тези кораби, както и техните товари са разпродавани за полза на британския флот. В същото време Наполеон подписва два декрета (в Берлин през 1805 г. и в Милано през 1807 г.) с които изолира Великобритания от европейските пазри.
В реакция към изолацията, Британския флот продължава да иззема стоки от американски търговски кораби в Атлантическия океан, дори отвлича американски граждани от американски търговски кораби, като тези граждани са припознати като британски подъници, обвинени в дезертьорство и принудени да се бият за Великобритания срещу Наполеон. Така де факто Велокобритания остановява блокада на всички американски кораби по море.
Първоначалната рекация на правителството на САЩ, непосредствено след като американският военен кораб Чесапийк е нападнат през 1807 г. е налагане на ембарго от президента Томас Джеферсън, което забранява на американски кораби да спират в чуждестранни пристанища. В последствие президентът Джеймс Мадисън, който продължава ембаргото, вкарва в действие Закон за необщуването, с който се прекратяват всякакви търговски отношения с Великобритания и нейните колонии.

## Обявявяване
С нарастващите напрежения между двете страни, в Конгреса биват избрани група млади и амбициозни политици от новото поколение американци (т.нар. Военни ястреби), между които Хенри Клей и Джон Калхуун, които настояват за незабавна война с Великобритания. Те вярват, че с война ще могат да разширят територията на собствените си погранични щати на запад в Канада и на юг в испанска Флорида.
Макар назряването на военния конфликт да е забележимо, възможността за война не се възприема еднозначно нито във Великобритания, нито в САЩ. Великобритания е изтощена от войната с Франция и Парламентът търси форми за избягването ѝ. Икономическите санкции и търговската изолация използвани от САЩ съвпадат с лоша реколта в Англия, което принуждава правителството на Великобритания да преобмисли блокадата. Два дни преди обявяването на войната от страна на САЩ британският парламент взема решение за премахване на митата за американски стоки и спиране на административните действия, в това число арестуване на кораби.
Формален повод за обявяването на война е опитът за задържане и претърсване на американски търговски кораб от английска военна фрегата и, след отказа на американския кораб да се подчини – откриване на огън от страна на британските военни и избиването на голяма част от американския екипаж. Въпреки че на 16 юни 1812 г. британците са готови да оттеглят блокадата за да се възползват от американски хранитени провизии в Наполеоновите войни, само две седмици по-рано, на 1 юни президентът Мадисън е изпратил молба до законодателната власт да бъде обявена война. На 18 юни 1812 г. американският Конгрес приема декларация за обявяване на война на Великобритания.

## Военни сили на страните
Тъй като Британската войска е ангажирана с войната срещу Наполеон, отбраната на Канада е оставена в ръцете на местните сухопътни сили на Горна и Долна Канада в лицто на губернатора на Канада Джордж Привост, около 7 000 души редовна професионална армия, подкрепяна от канадската милиция и индианските племена. Великобритания разполага за участие военен флот от 97 кораба. САЩ разполага с армия от около 11 700 души офицери и редовен състав разпръснати из териториите на страната, в това число 5 000 новобранци, която обаче нямат професионалните умения на британската армия, а числото на морските военни сили значително отстъпва на морската мощ на Великобритания - само 17 кораба. (някои изследователи твърдят, че правилната цифра е 20 кораба - 3 големи фрегати, три по-малки фрегати и 14 други.)) 
С решение на Конгреса се позволява на президента да изисква от отделните щати събиране на щатска милиция, като 450 000 души американци са мобилизирани в тази си функция. Съединените щати срещат затруднение при събирането на войски в Нова Англия, където граждани отказват да се бият във войната. Въпреки че САЩ за първи път създават служби за управляване на транспорт на храни и стоки, интендантът назначен за управление на службите отказва да изпълни административен контрол върху местните си служители, особено в юга и северозапада, дори и след намеса от Конгреса. Освен това липсата на проходими пътищата през дивата природа на всички новопридобити територии прави транспорта на муниции, храни, фураж и други стоки до фронтовете невъзможен; липсата на проходим път често довежда до нуждата муниции да бъдат произвеждани на фронта, а американски войници да оцеляват зимите без одеяла или подходящо облекло.

## Ход на военните действия
Военни действия се провеждат на няколко фронта – на териториите на САЩ и на Канада и по море. Първата година от военните действия протича бавно. Въпреки това загубите на американците карат президента Мадисън да поиска оставката на воения министър Уилям Юстъс през 1813 г., както и смяна на командването и принуждава Конгреса да гласува и приеме установяването на нови постове, като за снабдители на провизии за фронта, така и за адютанти и полеви хирурзи.
След края на войната с Франция с абдикацията на Наполеон през 1814 г., британското военно командване възприема нов стратегически подход във войната със Съединените щати и успява да блокира пристанищата, където са акостирали американските морски съдове и не им дава възможност да се включат във войната до нейното прекратяване; заедно с това в битката в Канада се присъединяват 17 000 британски войници ветерани, току-що пристигнали от Наполеоновите войни. Нападението на Британските войски след 1814 г. се случва в три направления: нагоре в залва Чесапийк, на север през Шамплейн и Ниагара и на юг по устието на р. Мисисипи.

### Канадски театър
Съединените щати разполагат само с няколко военни гарнизона по границата с Канада: форт Мичилимакиник на пролива между Мичиган и Хюрън, форт Диърборн (днес Чикаго), форт Детройт и форт Ниагара в устието на река Ниагара. Преди американските сухопътни сили да се мобилизират за водене на войната, британската армия успява да се укрепи край Големите езера Онтарио и Ери и да завземе американския град Детройт и Макинак (край езерото Хюрън).[източник? (Поискан преди 19 дни)]
Планът на САЩ е да нападне Канада от три позиции: от Шамплейн до Монреал, от Ню Йорк през р. Ниагара и до Горна Канада по р. Детройт. Първата атака на американската войска започва на 12 юли 1812 г. откъм река Детройт под ръководството на губернатора на Мичиганската територия бриг. генерал Уилям Хъл. Тъй като Хъл надценява численстта на канадската защита, забавя нападението и дава възможност за британския офицер Айзък Блок да мобилизира войските си и да ги разположи за отбрана. В подкрепление идват индиански войски под командата на Текумзе, които прогонват Хъл обратно до форт Детройт. Там на 16 август Хъл предава крепостта на канадците без бой, първо поражение за САЩ във войната. Ден преди това американски войници напускат форт Диърборн за да дойдат в подкрепление на форт Детройт, но са нападнати от група индианци, които разбиват гарнизона и унищожават крепостта. Така още с началото на войната САЩ губи три ключови укрепления и с тях територии северозападно от р. Охайо.
На 13 октомври в битката при Куинстън американската милиция под ръководството на командира Стивън ван Ренслър III се среща с ген. Айзък Блок, който е прехвърлил всичките си войски към Ниагара; отново САЩ претърпява неуспех. Ван Ренслър планира да завземе Куинстън и високото възвишение около него, идеална позиция за наблюдаване целия полуостров Ниагара. Докато силните води на Ниагара отнасят част от американските лодки по течението, повечето доброволците отказват да преминат американско-канадската граница. В сблъсъка при Ниагара Блок е убит, но искането на ван Ренслър за подкрепления от редовната войска е отказано, а канадците а подкрепени от 800 войници и 300 индианци; убити и ранени са над 300 американци и са пленени над 1 000. След загубата ван Ренслър подава оставка като офицер. Демотивираните американски подкрепления от доброволци се разотива, а редовната войска е върната назад.
Опита за нападение през Шамплейн също се проваля. След като са отблъснати от Шамплейн близо 5 000 души войска под командата на офицера ветеран Хенри Диърборн доброволци от Върмонт и Ню Йорк отказва да премине границата, като настоява че нападението над друга държава е в нарушение на Конституцията. Първата фаза на войната приключва на 22 януари 1813 г. със загуба на американската армия край Френчтаун, в която се предават и част от войниците.
Цели на президента Мадисън за новата година са да си върне изгубения форт Детройт. За ръководител на кампанията "Детройт" е назначен бригаден генерал Уилям Хенри Харисън, губернатор на Индиана. След провала при Френчтаун Харисън избира да остави всякакви военни действия до пролетта.
Войната е възобновена през пролетта на 1813 г., когато през април американците под ръководството на ген. Диърборн и комодор Айзък Чонси минават по езерото Онтарио, унищожават Кингстън, ключов пристан за британския флот и на 24 април 1813 г. с 1 700 войници пристигат близо до Торонто (тогава Йорк, столица на Канада). Диърборн заболял тежко отстъпва командването на ген. Зебулон Пайк, който повежда американците към Йорк. При нападението се взривява склад за барут, който убива близо 20% от американците, включително и ген. Пайк. Останали ефективно без командване, американците плячкосват и опожаряват Йорк.
По-късно продължават битките за контрол на Големите езера, в които милициите на САЩ успяват да овладеят района на Ери под ръководството на комород Оливър Хазард Пери, а Великобритания си запазва езерото Онтарио. Победата на Пери лишава канадските войски от път за транспорт на припаси и почти цялата британска армия се отегля от Детройт. След като връща Детройт обратно на Съединените щати, през октомври, Уилям Хенри Харисън повежда флот по течението на р. Темза. На 5 октомври Харисън отказва да използва пехотинци, вместо това неочаквано напада противника с кавалерия. В бой е убит индианския водач Текумзе (повишен в бригадир-генерал в Британсата армия). С това се прекратяват всички амбиции за независима индианска територия на запад, а индианската конфедерация се разпада.
Третата фаза на войната (1814 г.) започва с успех на американската доброволна армия, която осъществява почти пълен контрол върху Големите езера, без Онтарио, което изоставят след неуспеха в битката край река Ниагара. През същото лято американците печелят битката при Платсбърг, което намалява боеспособността на британската армия и я принуждава да се откаже от намеренията си да атакува Ню Йорк.

### Морски театър
Докато сухопътните войски срещат затруднения, американският флот е свободен да се движи по открто море и отстрелва британски търговски кораби. До януари 1813 г. американският флот (особено корабите Конституция, Съединени щати и Президент) взима инициативата в свои ръце и благодарение на по-добрата навигация и точна стрелба, успява да потопи или да извади от строя голям брой британски кораби. Американците жънат военноморски успехи както на източното, така и на западното крайбрежие. През 1813 г. британците блокират пристанищата на Чесапийк и Делауеър , с което блокират множество американски кораби, с цел да облекчат отбраната на Канада.

#### Вашингтон
Една от военните акции е свързана с изненадващото нападение по посока на Вашингтон. Британската войска стига през Чесапийк по р. Пенобскот до Блейдънсбърг на няколко часа от американската столица. Там На 24 август 1814  г. той е посрещнат от президента Джеймс Мадисън с 4 500 души от милицията на щата Мериленд. Когато президентът изпраща писмо, с което заповядва евакуацията на Вашингтон, първата дама Доли Мадисън остава за да изнесе два предмета с историческо значение - копие от Деклатацията на независимост и портрета на първия президент Джордж Вашингтон от Гилбърт Стюарт. Войската водена от ген. Робър Рос влизат в столицата и я опожарява като отмъщение за пожара на Йорк (днес Торонто), като пожарът засяга резиденцията на президента – Белия дом, както и на Конгреса – Капитолия и други обществени сгради в града. Ден по-късно летен порой спира пожара. След това британските войски продължават на север като нападат военния форт МакХенри при Балтимор през септември 1814 г. Въпреки обстрела на форт МакХенри, милицията на Мериленд удуржа и крепостта не попада в ръцете на британците.
На 11 септември 1814 г. кап Томас Макдъно успява да надвие английския флот в езероъо Шамплейн. Свидетели на победата на Макдъно близо 10 000 британски войници ветерани пристигнали през Монреал. Тези подкреплени избират да побягнат, тъй като вярват, че със загубата на Шамплейн са откъснати.

### Южен театър
Tези конфликти понякога са наричани Войната с индианците Крийк (на английски: The Creek War) или Войната на червените пръчки (на английски: The Red Stick War). В южните щати, индианци вдъхновени от Текумзе и въоръжени от испанците във Флорида нападат южните граници на САЩ, като индианските набези кулминират с избиването на 500 америкланци във форт Мимс. Защитата на границата е поставена в ръцете на доброволческа войска от ок. 2 000 души под ръководството на земеделеца от Тенеси Андрю Джаксън. На 27 март 1814 г. Джаксън повежда милицията срещу индианците крийк при Хорсшу Бенд (букв. Извитата подкова, днес в Алабама), като избива голяма част от народа, включително жени и деца. Оцелелите от племето губят две трети от териториите си и са изселени насилствено на запад а Джаксън (повишен в генерал-майор) насочва милицията към Флорида, където превзема Пенсакола на 7 ноември същата година.

#### Битка за Ню Орлеанс
В началото на декември 1814 г., когато е уговорена конференцията за подписване на мирен договор в Гент, британски военни кораби акостират край Ню Орлеан с надеждата Великобритания да отдели територията Луизиана от САЩ. Британската войска (приблизително 7 500 ветерани водена от ген. майор сър Едуард Пeкнaм) пристига от Ямайка на устието на р. Мисисипи и засяда между реката и блато в очакване на противника. Първата среща на двете армии се състои на 23 декември 1814 г., и попада на засада от жители на Кентъки и Тенеси огранизирани в милиция под ръководтвтото на Джаксън, когато и двете групи претърпяварт много жертви а Джаксън се укрива зад вал в близост до Ню Орлиънс.  
Към водените от Джаксън се присъединяват освободени роби, индианци ,стрелци от 7-и и 44-и пехотен полк, доброволци от милицията на Луизиана и синове на богатите семейства на Ню Орлиънс, всичко ок. 3 500 души. Битката между двете армии се провежда на 8 януари 1815 г., като ключова е артилерията, която Джаксън е събрал на своя страна - повече от 20 артилерийски единици. Сблъсъкът завършва с победа на американската милиция, които дават само 8 убити и 13 ранени, срещу 700 убити (между които и генерал Пакнам), над 1 400 ранени и 500 военопленици. Десет дни оцелелите войници от британската армия остават да лагеруват на брега на р. Мисисипи, преди да се завърнат по корабите си и да отплават.

## Завършек на войната
Мирни преговори започват още от 1812 г. След падането на Наполеон всякакви блокади за търговията на Великобритания в Европа са премахнати и практиката на ограбване на кораби и вербуване на американски моряци е трайно прекратена през 1815 г.. Мирният договор между двете страни е подписан от Джон Куинси Адамс, Хенри Клей и Албер Галатен в белгийския град Гент на 24 декември 1814 г. Комуникацията между различните континенти е бавна и затова информацията за подписването на договора достига Америка по-късно и фактически военните действия продължават до февруари 1815 г.
Двете воюващи страни не постигат никакви териториални облаги. Това се случва по инициатива на Джон Куинси Адъмс и с подкрепата на херцог Уелингтън, главнокомандващ британските войски в САЩ. САЩ се ангажира да съблюдават суверенитета на Канада. За Великобритания войната има маргинално значение, макар в крайна сметка кралството губи шанса си за влияние извън територията на Канада. САЩ подписва Търговския договор от 1815 г., с който осигурява свободна търговия с Великобритания и нейните колонии. През 1817 г. се подписва договорът Ръш-Багът (по името на американския държавен секретар Ричард Ръш и британският посланик във Вашингтон Чарлс Багът), с който двете страни предприемат военоморско разоръжение в Големите езера, с което започва практиката на пълно разоръжаване на американско-канадската граница. Въпреки че Договорът от Гент изисква Съединенитие щати да върне взетите територии на американските индианци, тази точка не се изпълнява. Войната от 1812 се възприема като голям военен успех за САЩ. Част от причината е бързо разпространената новина за успеха на Джаксън при Ню Орлиънс и последвалата го новина за мирен договор с Великобритания.

## Културно наследство

### Знаме обсипано със звезди
По време на битката при Балтимор, адвокатът Джон Фицджералд Кий от Вашнингтон и Джон Скинър агент за размяна на пленици се качва на английски кораб, за да опита да освободи възрастен лекар от 
Марлборо, Мериленд, задържан като военопленик. На кораба се срещат с ген. Робърт Рос, става5 свидетели на воени планове на командирите за нападението на Балтимор. Поради тази причина те са задържани на кораба за периода на битката. Кий става свидетел на нападението над форт МакХенри в нощта на 12 срещу 13 септември 1814 г. Сутринта на зазоряване Кий забелязва оцелелия форт и американско знаме на крепостта. На гърба на пощенски плик Кий съставя стихотворението Знаме обсипано със звезди. До началото на 20те години на 19 век текстът на Кий запчова да се изпълнява към мелодията на популятрна английска кръчмарска песен До Анакреон в небето, под музиката на английския композитор Джон Стафорд Смит. През 1931г. песента Знаме обсипано със звезди е обявена за химн на Съединените щати от президента Хърбърт Хувър.

### Чичо Сам
За първи път Съединените щати въвеждат институции, които да отговарят за снабдяването на войските на фронта, както и система за тестване и контрол на качеството на храни и оръжия; през 1812 г. се създава т.нар. Интендантски отдел към военния щаб, чиято задача е да съблюдава производството, контрола и транспорта на стоки към фронта. Самюел Уилсън от Трой, Ню Йорк става един от дистрибуторите на месо за армията за щатите Ню Йорк и Ню Джърси. Фирмата на Уилсън стерилизира и пакетира проуктите, като за транспорт използва дървени бъчви маркирани с буквите U.S. за United States (т.е. Съединени щати). 
Запазен разказ от времето твърди, че при пристигането на товара от прясно месо някои войници от Ню Йорк решават, че печатът U.S. всъщност е знак, че месото е произведено и доставено от Uncle Sam (т.е. от чичо Сам), прякор са Самюъл Уилсън в родния му край. От началото на 20 век образът на Чичо Сам се превръща в метонимия за Съединените щати и популярен образ от военната пропаганда и от политическата сатира.